# Neonesidae
Neonesidae är ett släkte av kräftdjur som beskrevs av Rosalie F. Maddocks 1969. Neonesidae ingår i familjen Bairdiidae.
Släktet innehåller bara arten Neonesidae inflata. Neonesidae är enda släktet i familjen Bairdiidae.